# Arnottia inermis
Arnottia inermis là một loài thực vật có hoa trong họ Lan. Loài này được (Thouars) S.Moore mô tả khoa học đầu tiên năm 1877.